# Irma Grese
Irma Grese (Wrechen, 7 oktober 1923 – Hamelen, 13 december 1945) was een leidinggevende SS-kampbewaakster in de concentratiekampen Ravensbrück, Auschwitz en Bergen-Belsen gedurende de Tweede Wereldoorlog.

## Jeugdjaren
Irma Grese was een van de vijf kinderen van Alfred en Berta Grese. Het gezin Grese woonde op een boerderij in Wrechen in Mecklenburg. In 1936 pleegde moeder Berta zelfmoord, waarschijnlijk vanwege problemen in het huwelijk.
In 1938, op veertienjarige leeftijd, verliet Grese de lagere school vanwege pesterijen en slechte prestaties en meldde zich aan bij de Reichsarbeitsdienst (RAD), een volgens militaire structuur opgebouwde werkorganisatie voor jongens en meisjes. In het verplichte Landjahr deed ze eerst een half jaar uiteenlopend agrarisch werk op een boerderij nabij Wrechen, daarna werkte ze een half jaar in een winkel in Lychen.
Toen Irma Grese vijftien jaar was wilde ze lid worden van de Bund Deutscher Mädel (BDM), de nazi-jeugdorganisatie voor meisjes. In Wrechen was er geen BDM en haar vader verbood haar om in andere dorpen lid te worden van de jeugdbeweging.
Na het Landjahr ging Grese als hulpverpleegster aan de slag bij het sanatorium in Hohenlychen. Ze deed dit werk twee jaar lang om verpleegster te worden. In de daaropvolgende jaren probeerde ze meermaals een stageplaats te bemachtigen, maar telkens zonder succes. In 1942 werd ze overgeplaatst naar een zuivelfabriek in Fürstenberg, nabij het concentratiekamp Ravensbrück.

## Concentratiekampen

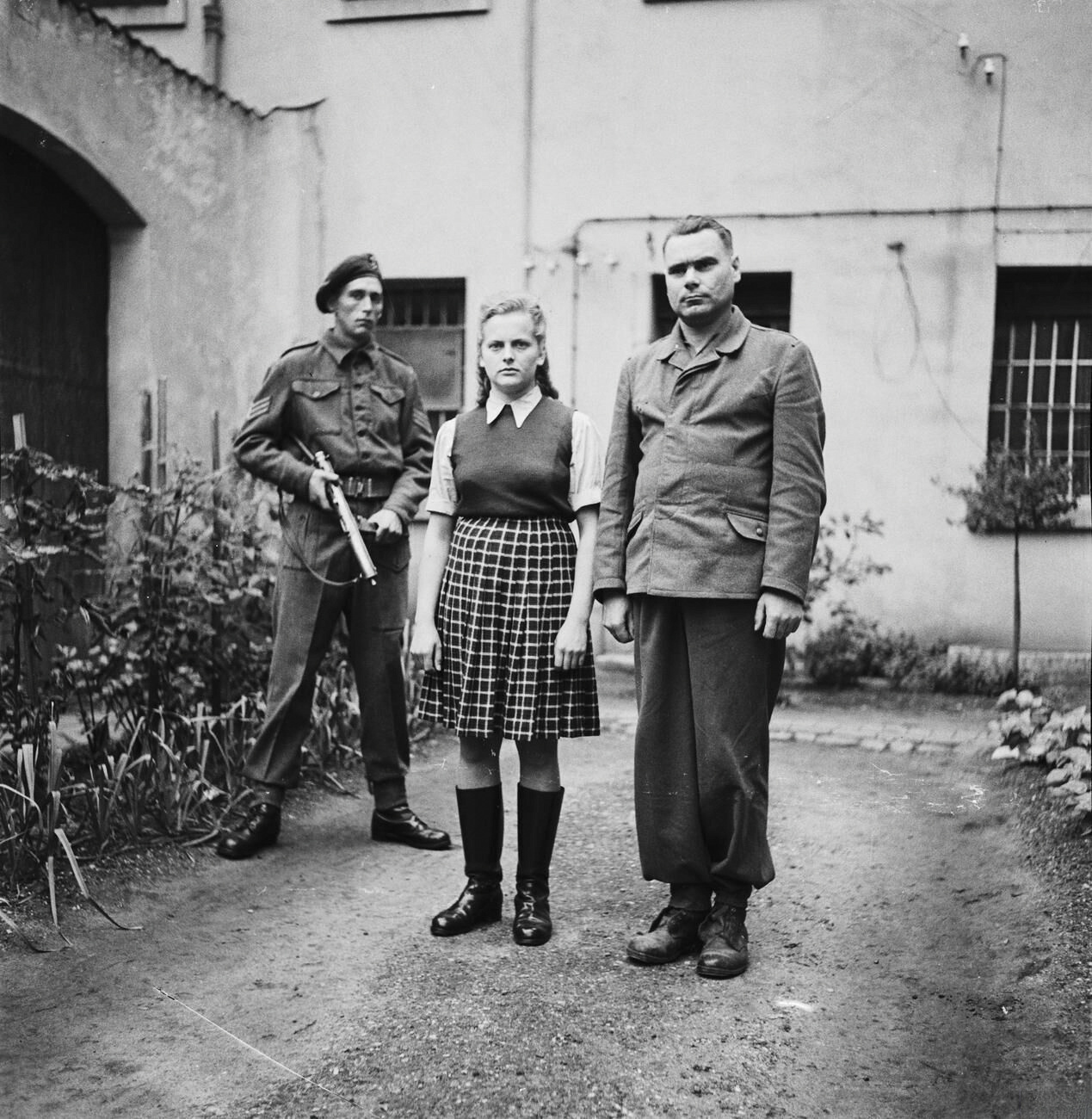
Irma Grese en de kampcommandant van Bergen-Belsen, Josef Kramer, als gevangenen, augustus 1945.

Grese kwam in het nationaalsocialistische herstellingsoord Hohenlychen, waar vanaf 1942 experimenten op vrouwen uit het nabije Ravensbrück werden uitgevoerd; dat was de omgeving waar ze tot jongvolwassene uitgroeide.

### Ravensbrück
Grese meldde zich aan als Helferin bij de SS en werd in de nazomer van 1942 toegelaten tot de opleiding voor kampbewaaksters in Ravensbrück. In Ravensbrück, een kamp speciaal voor vrouwelijke gevangenen, werden tevens vrouwelijke SS'ers opgeleid tot Aufseherinnen. De vrouwen volgden cursussen variërend van een maand tot een half jaar. Tijdens de cursussen, die werden gegeven door hoofdbewaaksters, werd onder andere geleerd hoe men moest straffen en sabotage moest opsporen. Na voltooiing van de cursus was men officieel een Aufseherin.
Irma Grese volgde deze cursus met succes. Naast haar werden er nog ongeveer 3500 andere vrouwen tot Aufseherin opgeleid. Nadat Grese de opleiding had afgerond werd ze eerst ingezet als toezichthoudster van diverse werkgroepen die buiten het kamp arbeid moesten verrichten. Omdat ze pas achttien jaar was verdiende ze 54 Reichsmark per maand, veel minder dan de oudere Aufseherinnen.
In haar tijd in Ravensbrück bezocht Irma Grese met grote regelmaat haar familie in Wrechen. Dit leidde tot ruzie met haar vader, die het onaanvaardbaar vond dat zijn dochter kampbewaakster was. Uiteindelijk verbraken de twee het contact.

### Auschwitz
In maart 1943 werd Grese overgeplaatst naar Auschwitz-Birkenau. Ze was een van de 170 vrouwelijke SS'ers in het concentratiekamp, waar ze veelvuldig werd ingezet als bewaakster van Kamp A en Kamp B. Ze begon als telefoniste van een blokleider. In de loop van het jaar kreeg ze andere taken, voornamelijk als opzichter van diverse Kommandos. Eind 1943 werd ze gepromoveerd tot hoofd van sector BIIc, ook wel het C-Lager genoemd. Inmiddels had ze de rang van Oberaufseherin bereikt, de op een na hoogste positie die een vrouw in een concentratiekamp kon bereiken. De omstandigheden in het vrouwenkamp van Auschwitz-Birkenau waren zeer slecht voor de gevangenen. Ongeveer 30.000 vrouwen waren gehuisvest in 62 barakken, nagenoeg zonder drinkwater en geteisterd door diverse ziektes. Irma Grese was vaak aanwezig bij medische experimenten die de SS-artsen op gevangenen uitvoerden. Er zijn getuigenissen dat ze mannelijke en vrouwelijke gevangenen seksueel misbruikte. Daarnaast ging het gerucht dat ze diverse minnaars had, onder wie de beruchte SS-arts Josef Mengele.
Op 18 januari 1945, toen concentratiekamp Auschwitz te dicht bij de frontlinie kwam te liggen en werd ontruimd, begeleidde ze een gevangenentransport naar Ravensbrück, waar ze haar dienst korte tijd vervolgde.

### Bergen-Belsen
Begin maart werd ook Ravensbrück ontruimd en vertrok Grese met vrouwelijke gevangenen naar Bergen-Belsen. In dit kamp kreeg ze de rang van Kommandoführerin, maar in de praktijk deed ze dienst als een gewone Aufseherin. In Bergen-Belsen deed ze nog ruim anderhalve maand dienst. De omstandigheden in Bergen-Belsen waren zeer slecht, mede door het feit dat het concentratiekamp een verzamelplaats was geworden voor alle ontruimde kampen.
Op 17 april werd Grese samen met andere SS'ers gevangengenomen in het kamp Bergen-Belsen. In de daaropvolgende dagen moest ze meehelpen de doden te begraven en op 17 mei werd ze in het cellencomplex opgesloten in afwachting van haar berechting.

## Na de oorlog

### Berechting
De wereldwijde druk op de Britten om het Bergen-Belsenproces te beginnen in augustus, nam in de zomer flink toe. Dat was echter niet te realiseren op korte termijn en het proces begon uiteindelijk op 17 september 1945. Het proces, officieel "Proces tegen Josef Kramer en 44 anderen", wekte grote internationale belangstelling. Ongeveer 200 journalisten en waarnemers woonden het bij.
De rechtbank bestond uit vijf rechters: Generaal-majoor Berney-Ficklin (voorzitter), brigadegeneraal Cazenove, kolonel Richards, luitenant-kolonel Morrish en luitenant McLay. De vier aanklagers en de verdedigers van de Duitse beklaagden waren eveneens officieren van het Britse leger, te weten kolonel Backhouse, majoor Murton-Neale, kapitein Stewart en luitenant-kolonel Genn.
Enkele beklaagden waren naast Bergen-Belsen ook actief geweest in Auschwitz. Het proces wordt daarom ook wel als het eerste Auschwitzproces beschouwd. Daardoor werden er verschillende aanklachten gedaan tijdens dit proces:
- vrijwel iedere aangeklaagde werd beschuldigd van het begaan van misdaden tegen de menselijkheid in het concentratiekamp Bergen-Belsen;[12]
- elf van hen, onder wie Irma Grese, werden bovendien aangeklaagd wegens het begaan van misdaden tegen de menselijkheid in het concentratiekamp Auschwitz;[12]
- alleen Stanisława Starostka werd uitsluitend aangeklaagd wegens het begaan van misdaden tegen de menselijkheid in het concentratiekamp Auschwitz.

De moord op individuele gevangenen werd niet ten laste gelegd, omdat de omvang daarvan te groot was. Daarnaast werd er een specifieke aanklacht tegen Irma Grese ten laste gelegd. Deze luidde als volgt:
„Nr. 9, Grese, was een Aufseherin van verscheidene Arbeitskommandos en tijdelijk van het vrouwenkamp. Ze werd als ergste vrouw van het gehele kamp gezien. Er was geen gewelddadig incident in het vrouwenkamp waar zij niet bij betrokken was. Ze maakte regelmatig selecties voor de gaskamers. In Bergen-Belsen zette ze dit gewelddadige werk voort. Haar specialiteit was het loslaten van afgerichte honden op weerloze mensen.“
Irma Grese, verdedigd door de Britse majoor Cranfield, ontkende dat ze zich schuldig had gemaakt aan deze daden. Cranfield verdedigde Grese en drie anderen door te zeggen dat concentratiekampen 'legale gevangenissen' waren in nazi-Duitsland. Daarnaast voerde hij aan dat Irma Grese pas 14 jaar oud was toen haar moeder stierf en in een arm gezin was opgegroeid. Door de armoede had ze nauwelijks onderwijs gehad en was ze een gemakkelijk slachtoffer voor nazi-indoctrinatie. Hij zei bovendien dat ze gedwongen werd om als Aufseherin te gaan werken. Cranfield meende dat het nazisme verantwoordelijk was voor de daden van de SS, niet de SS'ers zelf.
Op 17 november 1945, precies twee maanden na het begin van het proces, werd Irma Grese schuldig bevonden aan alle aanklachten. Tijdens het hele proces toonde de jonge vrouw nauwelijks emotie. Ook toen de rechter het vonnis uitsprak vertrok haar gezicht nauwelijks. Niettemin had ze in de laatste fase van het proces haar medeschuld aan de massamoord op de Joden erkend. Ze diende een gratieverzoek in bij maarschalk Bernard Montgomery, de hoogste beroepsinstantie tijdens dit proces, maar die wees het onmiddellijk af. Hoger beroep was niet meer mogelijk. Irma Grese werd veroordeeld tot de dood door ophanging wegens het begaan van misdaden tegen de menselijkheid in Auschwitz en Bergen-Belsen.

### Terechtstelling
Na afloop van het proces werd Irma Grese overgebracht naar de gevangenis in Hamelen, waar tevens de executie zou plaatsvinden. De genietroepen van het Britse leger bouwden er een executieruimte aan het einde van de gang waarin de ter dood veroordeelden zaten. Op 13 december 1945 werd Irma Grese opgehangen; ze was 22.
Irma Grese is direct na de executie begraven op de binnenplaats van de gevangenis. Ze werd in 1954 herbegraven op de begraafplaats Am Wehl in Hamelen. Het graf werd een bedevaartsoord voor rechts-radicale groeperingen, waarna het volgens de ene bron in 1986 geruimd is en volgens andere bronnen enkel de kruisen op het grafperk verwijderd zijn.